# Thomas Sandberg
Thomas Sandberg (* 7. November 1952 in Berlin) ist ein deutscher Fotograf und berufenes Mitglied der Deutschen Gesellschaft für Photographie. Er ist als freiberuflicher Fotograf und Dozent für Fotografie tätig und Leiter der Fotoschule Ostkreuzschule.

## Biografie
Sandberg, Sohn des Grafikers und Publizisten Herbert Sandberg, absolvierte seine fotografische Ausbildung ab 1969 bei der DEWAG Werbung Berlin, später bei der Neuen Berliner Illustrierten bei Jochen Moll, für die er von 1972 bis 1989 als Fotojournalist tätig war.
Ab 1982 studierte er an der Hochschule für Grafik und Buchkunst Leipzig bei Horst Thorau und Peter Pachnicke und legte 1987 das Diplom als Fotografiker ab.
Seit 1990 arbeitet er als freier Fotograf für internationale Zeitschriften und Magazine, darunter Stern, Der Spiegel, Business Week, New York Times, Sunday Times. Im selben Jahr gründete er zusammen mit Sibylle Bergemann, Jens Rötzsch, Harald Hauswald, Ute und Werner Mahler und Harf Zimmermann die Fotoagentur Ostkreuz.
1997 erfand er das Datenbanksystem topixx, das es auch freien Fotografen ermöglicht, ihre Bilder über das Internet zu vertreiben.
1997/98 begleitete er als Fotograf den SPD-Kanzlerkandidaten Gerhard Schröder im Wahlkampf bis zu dessen Wahl zum Bundeskanzler.
2003 war er Dozent für Fotoreportage an der Akademie Fotografie am Schiffbauerdamm in Berlin.
Seit 2005 ist er Leiter der Ostkreuzschule für Fotografie in Berlin-Weißensee, die er zusammen mit Werner Mahler gegründet hat.
Seit Anfang der 2000 Jahre eigene Projekte auf dem Gebiet der künstlerischen Fotografie.

## Ausstellungen
- „Ost sieht West/West sieht Ost.“ Deutsches Historisches Museum 1990
- „Die Judenschule“, Galerie F92, Berlin 2011
- „Die Judenschule“, Museums Synagoge Gröbzig, 2011
- „Die Judenschule“, Galerie Haus 23, Cottbus, 2012
- „Erinnerung an Ahrenshoop“, Beitrag zur Gruppenausstellung Tarantel-2, Künstlerhaus Bethanien, 2013
- „Die Judenschule“, Jüdisches Museum Westfalen, Dorsten, 2014
- „Erinnerung an Ahrenshoop“, Kunsthalle Rostock, nominiert für den Kunstpreis des Landes Mecklenburg-Vorpommern, 2014
- „Erinnerung an Ahrenshoop“, Kunstkabinett der Bunten Stube, Ahrenshoop, 2016
- „Thomas Sandberg - Résonances“, Collection Regard/Marc Barbey 2016, Kuratiert von Antonio Panetta

## Sammlungen mit Werken von Thomas Sandberg
- Deutsche Fotothek
- Jüdisches Museum Berlin
- Sammlung Todd Weinstein, New York
- Sammlung F. C. Gundlach, Hamburg
- Kunsthalle Rostock
- Collection Régard / Marc Barbey, Berlin